# Diocesi di Bettiah
La diocesi di Bettiah (in latino Dioecesis Bettiahensis) è una sede della Chiesa cattolica in India suffraganea dell'arcidiocesi di Patna. Nel 2022 contava 6.160 battezzati su 18.878.751 abitanti. È retta dal vescovo Peter Sebastian Goveas.

## Territorio
La diocesi comprende i distretti di West Champaran, East Champaran, Siwan, Gopalganj e Saran nello stato di Bihar in India.
Sede vescovile è la città di Bettiah, dove si trova la cattedrale della Natività della Beata Vergine Maria.
Il territorio si estende su 10.699 km² ed è suddiviso in 17 parrocchie.

## Storia
La diocesi è stata eretta il 27 giugno 1998 con la bolla Cum ad aeternam di papa Giovanni Paolo II, ricavandone il territorio dalla diocesi di Muzaffarpur. In precedenza Bettiah era stata sede di una prefettura apostolica dal 20 aprile 1892 al 10 settembre 1919: l'antica prefettura apostolica di Bettiah è divenuta oggi l'arcidiocesi di Patna.

## Cronotassi dei vescovi
Si omettono i periodi di sede vacante non superiori ai 2 anni o non storicamente accertati.
- Victor Henry Thakur (27 giugno 1998 - 3 luglio 2013 nominato arcivescovo di Raipur)
  - Sede vacante (2013-2017)
- Peter Sebastian Goveas, dal 22 luglio 2017

## Statistiche
La diocesi nel 2022 su una popolazione di 18.878.751 persone contava 6.160 battezzati, corrispondenti allo 0,0% del totale.
| anno | popolazione | popolazione | popolazione | presbiteri | presbiteri | presbiteri | presbiteri                | diaconi | religiosi | religiosi | parrocchie |
| anno | battezzati  | totale      | %           | numero     | secolari   | regolari   | battezzati per presbitero | diaconi | uomini    | donne     | parrocchie |
| ---- | ----------- | ----------- | ----------- | ---------- | ---------- | ---------- | ------------------------- | ------- | --------- | --------- | ---------- |
| 1999 | 4.700       | 11.824.988  | 0,0         | 34         | 18         | 16         | 138                       |         | 19        | 148       | 12         |
| 2000 | 5.700       | 11.824.988  | 0,0         | 31         | 14         | 17         | 183                       |         | 23        | 136       | 12         |
| 2001 | 5.691       | 11.824.988  | 0,0         | 31         | 13         | 18         | 183                       |         | 26        | 141       | 12         |
| 2002 | 5.710       | 14.548.468  | 0,0         | 34         | 13         | 21         | 167                       |         | 37        | 140       | 12         |
| 2003 | 5.719       | 14.548.488  | 0,0         | 33         | 14         | 19         | 173                       |         | 22        | 144       | 12         |
| 2004 | 5.729       | 14.548.515  | 0,0         | 31         | 12         | 19         | 184                       |         | 22        | 137       | 12         |
| 2006 | 5.761       | 14.706.000  | 0,0         | 32         | 13         | 19         | 180                       |         | 21        | 140       | 12         |
| 2012 | 5.810       | 15.891.000  | 0,0         | 36         | 14         | 22         | 161                       |         | 28        | 135       | 12         |
| 2015 | 5.913       | 16.518.000  | 0,0         | 47         | 18         | 29         | 125                       |         | 36        | 133       | 13         |
| 2018 | 5.952       | 14.658.261  | 0,0         | 50         | 22         | 28         | 119                       |         | 31        | 134       | 13         |
| 2020 | 6.057       | 14.767.853  | 0,0         | 59         | 28         | 31         | 102                       |         | 34        | 124       | 17         |
| 2022 | 6.160       | 18.878.751  | 0,0         | 66         | 33         | 33         | 93                        |         | 36        | 121       | 17         |